# Carla Hagen
Carla Hagen, eigentlich Carla-Maria Hagen (* 11. September 1927 in Hamburg; † 27. Januar 2020 in Hamburg) war eine deutsche Bühnen- und Filmschauspielerin.

## Leben
Nach einer Schauspielausbildung bei Eduard Marks an der Hochschule für Musik und darstellende Kunst in Hamburg von 1950 bis 1952 arbeitete die Tochter einer Kaufmannsfamilie zunächst beim literarischen Kabarett „Die Globetrotter“. Von 1955 bis 1958 war sie eine der meistbeschäftigten Filmschauspielerinnen. Teilweise wurde sie in einem Jahr für ein halbes Dutzend Filme verpflichtet. Sie spielte Hauptrollen und daneben meist  komische Nebenrollen.
1959 arbeitete sie in Berlin an der Komödie am Kurfürstendamm. Im Jahr 1960 holte sie Boleslaw Barlog in das Ensemble der Staatlichen Schauspielbühnen Berlin. Einige Zeit später lernte sie ihren Mann, den Regisseur Hans Lietzau (1913–1991), kennen und spielte von da an, von einigen Fernsehauftritten abgesehen, fast ausschließlich Bühnenrollen, häufig mit ihrem Mann als Regisseur. Hauptsächlich trat sie in Berlin auf, daneben vor allem in München, aber auch in Stuttgart, Hamburg, Wien und Zürich. Zeitweise gehört Hagen zum Ensemble des Wiener Burgtheaters und war bis 1994 Mitglied der Münchner Kammerspiele. Ihr Repertoire umfasste Rollen in Stücken von William Shakespeare bis Bertolt Brecht. Wie auch in ihren Filmrollen bewies Carla Hagen ein besonderes Talent als Komödiantin.
Auch bei Lietzaus letzter Regiearbeit, Der blaue Boll von Ernst Barlach 1991 an den Münchner Kammerspielen, wirkte sie mit. Nach dem Tod ihres Mannes zog sich Hagen von der Schauspielerei zurück. Fünf Jahre später, 1996, spielte sie 69-jährig an den Kammerspielen des Deutschen Theaters in dem Stück Die Präsidentinnen von Werner Schwab. Im Jahr 1998 übergab Hagen den Nachlass ihres Mannes in Form von Tagebüchern, Aufzeichnungen und Fotos der Akademie der Künste in Berlin.
Carla Hagens Schwester und Bruder verstarben im Jahr 2000 bzw. 2002. Sie beschäftigte sich mit Buddhismus, worin sie Erfüllung fand und unternahm viele Reisen. Außer an ihrem Hauptwohnsitz in Berlin hielt sie sich häufig in ihrer Zweitwohnung in München auf und plante die Rückkehr in ihre Heimatstadt, um in die Nähe ihrer Nichte zu ziehen, mit der sie zeitlebens im engen Kontakt stand. Nach zwei erlittenen Stürzen war Carla Hagen auf einen Rollstuhl angewiesen und konnte ihre Umzugspläne nach Hamburg erst nach einigen Jahren realisieren.
Hagen lebte zuletzt in einer Seniorenresidenz in Hamburg-Wellingsbüttel, im familiären Umfeld ihrer Nichte. Unbemerkt von der Öffentlichkeit verstarb die Schauspielerin dort im 93. Lebensjahr nach einem tragischen Unfall. Sie wurde beigesetzt im Grab ihres Mannes Hans Lietzau, auf dem Friedhof von München-Bogenhausen.

## Filmografie
- 1951: Professor Nachtfalter
- 1954: Im sechsten Stock (TV)
- 1955: Das fröhliche Dorf
- 1955: Der doppelte Ehemann
- 1955: Ingrid – Die Geschichte eines Fotomodells
- 1955: Benehmen ist Glückssache
- 1955: Ja, ja, die Liebe in Tirol
- 1956: Das Sonntagskind
- 1956: Die Christel von der Post
- 1956: Der erste Frühlingstag
- 1956: Schwarzwaldmelodie
- 1956: Wenn wir alle Engel wären
- 1956: Das Donkosakenlied
- 1956: Der Glockengießer von Tirol
- 1957: Schütze Lieschen Müller
- 1957: Weißer Holunder
- 1957: … und die Liebe lacht dazu
- 1957: Lemkes sel. Witwe
- 1957: Kindermädchen für Papa gesucht
- 1957: Hoch droben auf dem Berg
- 1957: Scherben bringen Glück
- 1957: Junger Mann, der alles kann
- 1957: Drei Mann auf einem Pferd
- 1957: Das Herz von St. Pauli
- 1958: Zwei Herzen im Mai
- 1958: Bühne frei für Marika
- 1958: Der schwarze Blitz
- 1958: Liebe, Mädchen und Soldaten
- 1959: Nacht fiel über Gotenhafen
- 1959: O Wildnis (TV)
- 1960: … und keiner schämte sich
- 1960: Dr. Knock (TV)
- 1960: Der Groß-Cophta (TV)
- 1961: Ein wahrer Held (TV)
- 1961: Bis zum Ende aller Tage
- 1961: Knock Out – Eine keineswegs unglaubliche Geschichte (TV)
- 1964: Slim Callaghan greift ein – Weißer Flieder (TV-Serie)
- 1964: Der eingebildete Kranke (TV)
- 1965: Ein Eremit wird entdeckt (TV)
- 1965: Die echten Sedemunds (V)
- 1965: Der Raub der Sabinerinnen (TV)
- 1966: Ein Phönix zuviel (TV)
- 1967: Der Renegat (TV)
- 1967: Die Frau des Fotografen oder Die große Liebe (TV)
- 1967: Stella (TV)
- 1969: Hôtel du commerce (TV)
- 1972: Tatort: Rattennest
- 1974: Der zerbrochne Krug (TV)
- 1995: Wir zusammen allein mit dir (TV)
- 1999: Deine besten Jahre (TV)